# Світовий Тур UCI 2013
Світовий тур UCI 2013 (англ. UCI World Tour 2013) — п'ятий сезон змагань з шосейного велоспорту в рамках нової рейтингової системи, яку ввів Міжнародний союз велосипедистів (UCI) 2009 року. Сезон розпочався 22 січня стартовим етапом Тур Даун Андер і завершився в жовтні етапом Туром Пекіна. Він включав по 14 багатоденних і одноденних гонок: 27 зі Світового туру UCI 2012, а також E3 Гарелбеке на бруківці, яка відкриває сезон бельгійських класик. У порівнянні з попереднім роком у календарі залишилися всі гонки.

## Команди
Було кілька груп команд. Основна група складалася зі Світових команд. Організатори також могли запрошувати континентальні і національні команди.
| Код | Офіційна назва команди                   | Власник ліцензії                 | Країна          | Спонсор    | Велосипеди  |
| --- | ---------------------------------------- | -------------------------------- | --------------- | ---------- | ----------- |
| ALM | AG2R La Mondiale (сезон 2013)            | EUSRL France Cyclisme            | Франція         | SRAM       | Focus       |
| ARG | Team Sunweb (сезон 2013)                 | SMS Cycling                      | Нідерланди      | Shimano    | Felt        |
| AST | Astana Pro Team (сезон 2013)             | Olympus Sarl                     | Казахстан       | Campagnolo | Specialized |
| BMC | BMC Racing Team (сезон 2013)             | Continuum Sports LLC             | США             | Shimano    | BMC         |
| EUS | Euskaltel-Euskadi (сезон 2013)           | Fundación Ciclista Euskadi       | Іспанія         | Shimano    | Orbea       |
| FDJ | FDJ (сезон 2013)                         | Société de Gestion de L'Echappée | Франція         | Shimano    | Lapierre    |
| GRM | Cannondale-Garmin (сезон 2013)           | Slipstream Sports, LLC           | США             | Shimano    | Cervélo     |
| OGE | Orica–Scott (сезон 2013)                 | Lachlan Smith                    | Австралія       | Shimano    | Scott       |
| LAM | UAE Team Emirates (сезон 2013)           | Total Cycling Limited            | Італія          | Shimano    | Merida      |
| CAN | Cannondale Pro Cycling Team (сезон 2013) | Brixia Sports                    | Італія          | SRAM       | Cannondale  |
| LTB | Lotto Soudal (сезон 2013)                | Belgian Cycling Company sa       | Бельгія         | Campagnolo | Ridley      |
| MOV | Movistar Team (сезон 2013)               | Abarca Sports S.L.               | Іспанія         | Campagnolo | Pinarello   |
| OPQ | Quick-Step Floors (сезон 2013)           | Esperanza bvba                   | Бельгія         | SRAM       | Specialized |
| BEL | LottoNL-Jumbo (сезон 2013)               | Rabo Wielerploegen               | Нідерланди      | Shimano    | Giant       |
| KAT | Katusha–Alpecin (сезон 2013)             | Katusha Management SA            | Росія           | Shimano    | Canyon      |
| RLT | Trek-Segafredo (сезон 2013)              | Trek Bicycle Corporation         | Люксембург      | Shimano    | Trek        |
| SAX | Tinkoff (сезон 2013)                     | Riis Cycling A/S                 | Данія           | SRAM       | Specialized |
| SKY | Team Sky (сезон 2013)                    | Tour Racing Limited              | Велика Британія | Shimano    | Pinarello   |
| VCD | Vacansoleil-DCM (сезон 2013)             | STL–Pro Cycling B.V.             | Нідерланди      | Shimano    | Bianchi     |

## Змагання
Всі етапи Світового Туру UCI 2012 увійшли в цей сезон.  Другий рік підряд мала проводитися Тур Гуанчжоу, але пізніше виявилося, що її не буде.
| Етап                                                    | Дати                   | Переможець                   | Переможець | Другий                   | Другий  | Третій                    | Третій  | Решта очок (4-те місце і нижче)                                   | Очки за етап    |
| ------------------------------------------------------- | ---------------------- | ---------------------------- | ---------- | ------------------------ | ------- | ------------------------- | ------- | ----------------------------------------------------------------- | --------------- |
| Тур Даун Андер                                          | January 22 – 27        | Том-Єлте Слагтер (NED)       | 100        | Хав'єр Морено (ESP)      | 80      | Джерейнт Томас (GBR)      | 70      | 60, 50, 40, 30, 20, 10, 4                                         | 6, 4, 2, 1, 1   |
| Париж — Ніцца                                           | 3 – 10 березня         | Річі Порт (AUS)              | 100        | Ендрю Таланскі (USA)     | 80      | Жан-Крістоф Перо (FRA)    | 70      | 60, 50, 40, 30, 20, 10, 4                                         | 6, 4, 2, 1, 1   |
| Тіррено — Адріатіко                                     | 6 – 12 березня         | Вінченцо Нібалі (ITA)        | 100        | Кріс Фрум (GBR)          | 80      | Альберто Контадор (ESP)   | 70      | 60, 50, 40, 30, 20, 10, 4                                         | 6, 4, 2, 1, 1   |
| Мілан — Сан-Ремо                                        | 17 березня             | Геральд Міхаель Сьолек (GER) | 0 pts      | Петер Саган (SVK)        | 80      | Фаб'ян Канчеллара (SUI)   | 70      | 60, 50, 40, 30, 20, 10, 4                                         | N/A             |
| Вольта Каталунії                                        | 18 – 24 березня        | Ден Мартін (IRL)             | 100        | Хоакім Родрігес (ESP)    | 80      | Мікеле Скарпоні (ITA)     | 70      | 60, 50, 40, 30, 20, 10, 4                                         | 6, 4, 2, 1, 1   |
| E3 Харелбеке                                            | 22 березня             | Фаб'ян Канчеллара (SUI)      | 80         | Петер Саган (SVK)        | 60      | Даніель Осс (ITA)         | 50      | 40, 30, 22, 14, 10, 6, 2                                          | N/A             |
| Гент — Вевельгем                                        | 24 березня             | Петер Саган (SVK)            | 80         | Борут Божич (SLO)        | 60      | Грег Ван Авермет (BEL)    | 50      | 40, 30, 22, 14, 10, 6, 2                                          | N/A             |
| Тур Фландрії                                            | 31 березня             | Фаб'ян Канчеллара (SUI)      | 100        | Петер Саган (SVK)        | 80      | Юрген Руландтс (BEL)      | 70      | 60, 50, 40, 30, 20, 10, 4                                         | N/A             |
| Тур Країни Басків                                       | 1 квітня – 6           | Наїро Кінтана (COL)          | 100        | Річі Порт (AUS)          | 80      | Серхіо Енао (COL)         | 70      | 60, 50, 40, 30, 20, 10, 4                                         | 6, 4, 2, 1, 1   |
| Париж — Рубе                                            | 7 квітня               | Фаб'ян Канчеллара (SUI)      | 100        | Сеп Ванмарке (BEL)       | 80      | Нікі Терпстра (NED)       | 70      | 60, 50, 40, 30, 20, 10, 4                                         | N/A             |
| Амстел Голд Рейс                                        | 14 квітня              | Роман Кройцігер (CZE)        | 80         | Алехандро Валверде (ESP) | 60      | Саймон Джерранс (AUS)     | 50      | 40, 30, 22, 14, 10, 6, 2                                          | N/A             |
| Флеш Валонь                                             | 17 квітня              | Даніель Морено (ESP)         | 80         | Серхіо Енао (COL)        | 60      | Карлос Бетанкур (COL)     | 50      | 40, 30, 22, 14, 10, 6, 2                                          | N/A             |
| Льєж — Бастонь — Льєж                                   | 21 квітня              | Ден Мартін (IRL)             | 100        | Хоакім Родрігес (ESP)    | 80      | Алехандро Валверде (ESP)  | 70      | 60, 50, 40, 30, 20, 10, 4                                         | N/A             |
| Тур Романдії                                            | 23 квітня – 28         | Кріс Фрум (GBR)              | 100        | Симон Шпілак (SLO)       | 80      | Руй Кошта (POR)           | 70      | 60, 50, 40, 30, 20, 10, 4                                         | 6, 4, 2, 1, 1   |
| Джиро д'Італія                                          | травня 4 – 26          | Вінченцо Нібалі (ITA)        | 170        | Рігоберто Уран (COL)     | 130 pts | Кадел Еванс (AUS)         | 100     | 90, 80, 70, 60, 52, 44, 38, 32, 26, 22, 18, 14, 10, 8, 6, 4, 2    | 16, 8, 4, 2, 1  |
| Крітеріум ду Дофіне                                     | 2 – 9 червня           | Кріс Фрум (GBR)              | 100        | Річі Порт (AUS)          | 80      | Даніель Морено (ESP)      | 70      | 60, 50, 40, 30, 20, 10, 4                                         | 6, 4, 2, 1, 1   |
| Тур Швейцарії                                           | 8 – 16 червня          | Руй Кошта (POR)              | 100        | Бауке Моллема (NED)      | 80      | Роман Кройцігер (CZE)     | 70      | 60, 50, 40, 30, 20, 10, 4                                         | 6, 4, 2, 1, 1   |
| Тур де Франс                                            | 29 червня – 21 липня   | Кріс Фрум (GBR)              | 200 pts    | Наїро Кінтана (COL)      | 150     | Хоакім Родрігес (ESP)     | 120     | 110, 100, 90, 80, 70, 60, 50, 40, 30, 24, 20, 16, 12, 10, 8, 6, 4 | 20, 10, 6, 4, 2 |
| Класика Сан-Себастьяна                                  | 27 липня               | Тоні Галлопен (FRA)          | 80         | Алехандро Валверде (ESP) | 60      | Роман Кройцігер (CZE)     | 50      | 40, 30, 22, 14, 10, 6, 2                                          | N/A             |
| Тур Польщі                                              | 27 липня – 3 серпня    | Пітер Веннінг (NED)          | 100        | Йон Іссагірре (ESP)      | 80      | Крістоф Ріблон (FRA)      | 70      | 60, 50, 40, 30, 20, 10, 4                                         | 6, 4, 2, 1, 1   |
| Енеко Тур                                               | 12 – 18 серпня         | Зденек Штибар (CZE)          | 100        | Том Дюмулін (NED)        | 80      | Андрій Грівко (UKR)       | 70      | 60, 50, 40, 30, 20, 10, 4                                         | 6, 4, 2, 1, 1   |
| Вуельта Іспанії                                         | 24 серпня – вересня 15 | Кріс Горнер (USA)            | 170        | Вінченцо Нібалі (ITA)    | 130 pts | Алехандро Валверде (ESP)  | 100     | 90, 80, 70, 60, 52, 44, 38, 32, 26, 22, 18, 14, 10, 8, 6, 4, 2    | 16, 8, 4, 2, 1  |
| Ваттенфаль Класик                                       | серпня 25              | Джон Дегенкольб (GER)        | 80         | Андре Грайпель (GER)     | 60      | Александер Крістофф (NOR) | 50      | 40, 30, 22, 14, 10, 6, 2                                          | N/A             |
| Гран-прі Уес Франс                                      | вересня 1              | Філіпо Поццато (ITA)         | 80         | Джакомо Ніццоло (ITA)    | 60      | Самуель Дюмулен (FRA)     | 50      | 40, 30, 22, 14, 10, 6, 2                                          | N/A             |
| Гран-прі Квебека                                        | 13 вересня             | Роберт Гесінк (NED)          | 80         | Артур Вішо (FRA)         | 60      | Грег Ван Авермет (BEL)    | 50      | 40, 30, 22, 14, 10, 6, 2                                          | N/A             |
| Гран-прі Монреаля                                       | вересня 15             | Петер Саган (SVK)            | 80         | Сімоне Понці (ITA)       | 60      | Райдер Хешедаль (CAN)     | 50      | 40, 30, 22, 14, 10, 6, 2                                          | N/A             |
| Командна гонка з роздільним стартом на чемпіонаті світу | вересня 22             | Quick-Step Floors            | 200 pts    | Orica–Scott              | 170     | Team Sky                  | 140 pts | 130, 120, 110, 100, 90, 80, 70                                    | N/A             |
| Джиро ді Ломбардія                                      | жовтня 6               | Хоакім Родрігес (ESP)        | 100        | Алехандро Валверде (ESP) | 80      | Рафал Майка (POL)         | 70      | 60, 50, 40, 30, 20, 10, 4                                         | N/A             |
| Тур Пекіна                                              | жовтня 11 – 15         | Беньят Інчаусті (ESP)        | 100        | Ден Мартін (IRL)         | 80      | Давід Лопес (ESP)         | 70      | 60, 50, 40, 30, 20, 10, 4                                         | 6, 4, 2, 1, 1   |

Примітки
1. ↑  Оскільки Сьолек виступав за Dimension Data, яка не є світовою командою, то він не міг набирати очки в залік Світового туру.
2. ↑  Перемога в командній гонці з роздільним стартом дає очки лише в командний рейтинг, але не в особистий чи національний.

## Рейтинги

### Особистий
Джерело:
Гонщики, які набрали одну й ту саму кількість очок, ділили місця за кількістю перемог, других місць, третіх місць тощо, на змаганнях і етапах Світового туру.
| Місце | Ім'я                     | Команда                                         | Очки |
| ----- | ------------------------ | ----------------------------------------------- | ---- |
| 1     | Хоакім Родрігес (ESP)    | Katusha–Alpecin                                 | 607  |
| 2     | Кріс Фрум (GBR)          | Team Sky                                        | 587  |
| 3     | Алехандро Валверде (ESP) | Movistar Team                                   | 540  |
| 4     | Петер Саган (SVK)        | Cannondale Pro Cycling Team                     | 491  |
| 5     | Вінченцо Нібалі (ITA)    | Astana Pro Team                                 | 474  |
| 6     | Ден Мартін (IRL)         | Cannondale-Garmin                               | 432  |
| 7     | Фаб'ян Канчеллара (SUI)  | Помилка: відсутній шаблон Назва велокоманди RLT | 384  |
| 8     | Наїро Кінтана (COL)      | Movistar Team                                   | 366  |
| 9     | Руй Кошта (POR)          | Movistar Team                                   | 352  |
| 10    | Річі Порт (AUS)          | Team Sky                                        | 327  |
| 11    | Роман Кройцігер (CZE)    | Tinkoff                                         | 308  |
| 12    | Даніель Морено (ESP)     | Katusha–Alpecin                                 | 295  |
| 13    | Кріс Горнер (USA)        | Помилка: відсутній шаблон Назва велокоманди RLT | 257  |
| 14    | Карлос Бетанкур (COL)    | AG2R La Mondiale                                | 255  |
| 15    | Альберто Контадор (ESP)  | Tinkoff                                         | 252  |
| 16    | Мікеле Скарпоні (ITA)    | UAE Team Emirates                               | 235  |
| 17    | Бауке Моллема (NED)      | LottoNL-Jumbo                                   | 232  |
| 18    | Грег Ван Авермет (BEL)   | BMC Racing Team                                 | 230  |
| 19    | Серхіо Енао (COL)        | Team Sky                                        | 227  |
| 20    | Рафал Майка (POL)        | Tinkoff                                         | 201  |
| 21    | Симон Шпілак (SLO)       | Katusha–Alpecin                                 | 199  |
| 22    | Беньят Інчаусті (ESP)    | Movistar Team                                   | 196  |
| 23    | Міхал Квятковський (POL) | Quick-Step Floors                               | 194  |
| 24    | Сільвен Шаванель (FRA)   | Quick-Step Floors                               | 188  |
| 25    | Пітер Веннінг (NED)      | Orica–Scott                                     | 172  |

- 228 гонщиків набрали очки. Ще 30 гонщики посіли місця, які принесли б їм очки, якби вони належали до світових команд.

### Командний
Джерело:
Командні очки нараховувалися додаванням особистих очок найкращих п'яти гонщиків у кожній команді. Крім того, до них додались очки зароблені в командній гонці з роздільним стартом на Чемпіонаті світу (WTTT).
| Місце | Команда                                         | Очки | Найкращі 5 гонщиків                                                             | WTTT |
| ----- | ----------------------------------------------- | ---- | ------------------------------------------------------------------------------- | ---- |
| 1     | Movistar Team                                   | 1610 | Валверде (540), Кінтана (366), Кошта (352), Інчаусті (196), Х. Морено (86)      | 70   |
| 2     | Team Sky                                        | 1561 | Фрум (587), Порт (327), Henao (227), Уран (163), Томас (117)                    | 140  |
| 3     | Katusha–Alpecin                                 | 1340 | Родрігес (607), Д. Морено (295), Шпілак (199), Крістофф (161), Паоліні (78)     | 0    |
| 4     | Помилка: відсутній шаблон Назва велокоманди RLT | 1056 | Канчеллара (384), Горнер (257), Беклантс (127), Ніццоло (85), Галлопен (83)     | 120  |
| 5     | Astana Pro Team                                 | 1045 | Нібалі (474), Фульсанг (160), Кангерт (116), Гаспаротто (115), Грівко (70)      | 110  |
| 6     | Tinkoff                                         | 1030 | Кройцігер (308), Контадор (252), Майка (201), Роч (136), Роджерс (53)           | 80   |
| 7     | Quick-Step Floors                               | 1013 | Квятковський (194), Шаванель (188), Штибар (172), Кавендіш (161), Терпстра (98) | 200  |
| 8     | Cannondale-Garmin                               | 855  | Д. Мартін (432), Таланскі (154), Хешедаль (75), Деніелсон (64), Вегманн (40)    | 90   |
| 9     | Cannondale Pro Cycling Team                     | 750  | П. Саган (491), Вівіані (80), Бассо (34), Ратто (25), Мозер (20)                | 100  |
| 10    | BMC Racing Team                                 | 731  | Ван Авермет (230), Еванс (111), Ван Гардер (104), Жильбер (98), Осс (58)        | 130  |
| 11    | LottoNL-Jumbo                                   | 714  | Моллема (232), Гесінк (145), Келдерман (130), Слагтер (127), Ванмарке (80)      | 0    |
| 12    | AG2R La Mondiale                                | 691  | Бетанкур (255), Поццовіво (146), Перо (112), Ріблон (111), Барде (67)           | 0    |
| 13    | Orica–Scott                                     | 600  | Веннінг (172), Джерранс (92), Лангевельд (65), Імпі (56), Меттьюс (45)          | 170  |
| 14    | UAE Team Emirates                               | 543  | Скарпоні (235), Нємєц (118), Поццато (112), Уліссі (48), Рікеце (30)            | 0    |
| 15    | Euskaltel-Euskadi                               | 391  | Й. Ісагірре (147), С. Санчес (114), Нієве (76), Г. Ісагірре (32), Ланда (22)    | 0    |
| 16    | Team Sunweb                                     | 355  | Дегенкольб (119), Кіттель (92), Т. Дюмулін (85), Баргіль (32), Мезгец (27)      | 0    |
| 17    | FDJ                                             | 338  | Піно (146), Ладаньюс (76), Вішо (60), Буханні (36), Демар (20)                  | 0    |
| 18    | Lotto Soudal                                    | 307  | Грайпель (135), Руландтс (110), Ван ден Брук (41), Хансен (20), Велленс (1)     | 0    |
| 19    | Vacansoleil-DCM                                 | 125  | Флеча (52), Вестра (23), Б. ван Поппель (22), Лейкеман (14), Пулс (14)          | 0    |

### Національний
Джерело:
Національні очки нараховувалися додаванням особистих очок найкращих п'яти гонщиків, які виступали за ту чи іншу країну. Цей рейтинг також використовувався, щоб визначити кількість гонщиків від тієї чи іншої країни в груповій гонці Чемпіонату світу 2013.
| Місце | Країна          | Очки | Перші 5 гонщиків                                                                |
| ----- | --------------- | ---- | ------------------------------------------------------------------------------- |
| 1     | Іспанія         | 1890 | Родрігес (607), Валверде (540), Д. Морено (295), Контадор (252), Інчаусті (196) |
| 2     | Італія          | 1082 | Нібалі (474), Скарпоні (235), Поццовіво (146), Гаспаротто (115), Поццато (112)  |
| 3     | Колумбія        | 1011 | Кінтана (366), Бетанкур (255), Henao (227), Уран (163)                          |
| 4     | Велика Британія | 975  | Фрум (587), Кавендіш (161), Томас (117), Wiggins (66), Стеннард (44)            |
| 5     | Нідерланди      | 806  | Моллема (232), Веннінг (172), Гесінк (145), Келдерман (130), Слагтер (127)      |
| 6     | Бельгія         | 645  | Ван Авермет (230), Беклантс (127), Руландтс (110), Жильбер (98), Ванмарке (80)  |
| 7     | Франція         | 640  | Шаванель (188), Піно (146), Перо (112), Ріблон (111), Галлопен (83)             |
| 8     | Австралія       | 628  | Порт (327), Еванс (111), Джерранс (92), Роджерс (53), Меттьюс (45)              |
| 9     | США             | 617  | Горнер (257), Таланскі (154), Ван Гардер (104), Деніелсон (64), Phinney (38)    |
| 10    | Ірландія        | 568  | Д. Мартін (432), Роч (136)                                                      |
| 11    | Польща          | 515  | Майка (201), Квятковський (194), Нємєц (118), Paterski (2)                      |
| 12    | Словаччина      | 501  | П. Саган (491), P. Velits (10)                                                  |
| 13    | Чехія           | 480  | Кройцігер (308), Штибар (172)                                                   |
| 14    | Німеччина       | 478  | Грайпель (135), Дегенкольб (119), Т. Мартін (92), Кіттель (92), Вегманн (40)    |
| 15    | Швейцарія       | 467  | Канчеллара (384), Франк (55), Альбазіні (19), Rast (6), Wyss (3)                |

- Гонщики з 35-ти країн набрали очки.

## Зміна лідера
| Змагання (Winner)                                                           | Individual        | Team          | Країна   |
| --------------------------------------------------------------------------- | ----------------- | ------------- | -------- |
| Тур Даун Андер (Том-Єлте Слагтер)                                           | Том-Єлте Слагтер  | LottoNL-Jumbo | Іспанія  |
| Париж — Ніцца (Річі Порт)                                                   | Річі Порт         | Team Sky      | Іспанія  |
| Тіррено — Адріатіко (Вінченцо Нібалі)                                       | Річі Порт         | Team Sky      | Іспанія  |
| Мілан — Сан-Ремо (Геральд Міхаель Сьолек)                                   | Сільвен Шаванель  | Team Sky      | Іспанія  |
| E3 Харелбеке (Фаб'ян Канчеллара)                                            | Петер Саган       | Team Sky      | Іспанія  |
| Вольта Каталунії (Ден Мартін)                                               | Петер Саган       | Team Sky      | Іспанія  |
| Гент — Вевельгем (Петер Саган)                                              | Петер Саган       | Team Sky      | Іспанія  |
| Тур Фландрії (Фаб'ян Канчеллара)                                            | Петер Саган       | Team Sky      | Іспанія  |
| Тур Країни Басків (Наїро Кінтана)                                           | Петер Саган       | Team Sky      | Іспанія  |
| Париж — Рубе (Фаб'ян Канчеллара)                                            | Фаб'ян Канчеллара | Team Sky      | Іспанія  |
| Амстел Голд Рейс (Роман Кройцігер)                                          | Фаб'ян Канчеллара | Team Sky      | Іспанія  |
| Flèche Wallonne (Даніель Морено)                                            | Фаб'ян Канчеллара | Team Sky      | Іспанія  |
| Льєж — Бастонь — Льєж (Ден Мартін)                                          | Фаб'ян Канчеллара | Team Sky      | Іспанія  |
| Тур Романдії (Кріс Фрум)                                                    | Фаб'ян Канчеллара | Team Sky      | Іспанія  |
| Джиро д'Італія (Вінченцо Нібалі)                                            | Фаб'ян Канчеллара | Team Sky      | Колумбія |
| Крітеріум ду Дофіне (Кріс Фрум)                                             | Фаб'ян Канчеллара | Team Sky      | Іспанія  |
| Тур Швейцарії (Руй Кошта)                                                   | Фаб'ян Канчеллара | Team Sky      | Іспанія  |
| Тур де Франс (Кріс Фрум)                                                    | Кріс Фрум         | Team Sky      | Іспанія  |
| Класика Сан-Себастьяна (Тоні Галлопен)                                      | Кріс Фрум         | Team Sky      | Іспанія  |
| Тур Польщі (Пітер Веннінг)                                                  | Кріс Фрум         | Team Sky      | Іспанія  |
| Енеко Тур (Зденек Штибар)                                                   | Кріс Фрум         | Team Sky      | Іспанія  |
| Ваттенфаль Класик (Джон Дегенкольб)                                         | Кріс Фрум         | Team Sky      | Іспанія  |
| Гран-прі Уес Франс (Філіпо Поццато)                                         | Кріс Фрум         | Team Sky      | Іспанія  |
| Гран-прі Квебека (Роберт Гесінк)                                            | Кріс Фрум         | Team Sky      | Іспанія  |
| Вуельта Іспанії (Кріс Горнер)                                               | Кріс Фрум         | Team Sky      | Іспанія  |
| Гран-прі Монреаля (Петер Саган)                                             | Кріс Фрум         | Team Sky      | Іспанія  |
| Командна гонка з роздільним стартом на чемпіонаті світу (Quick-Step Floors) | Кріс Фрум         | Team Sky      | Іспанія  |
| Джиро ді Ломбардія (Хоакім Родрігес)                                        | Хоакім Родрігес   | Team Sky      | Іспанія  |
| Тур Пекіна (Беньят Інчаусті)                                                | Хоакім Родрігес   | Movistar Team | Іспанія  |

## Нотатки
1. ↑  26 червня 2013 року Trek оголосила, що вона придбала ліцензію.[1]